# Cylindronotum
Cylindronotum is een geslacht van kevers uit de familie van de loopkevers (Carabidae). De wetenschappelijke naam van het geslacht is voor het eerst geldig gepubliceerd in 1846 door Putzeys.

## Soorten
Het geslacht Cylindronotum omvat de volgende soorten:
- Cylindronotum aeneum Putzeys, 1845
- Cylindronotum chalceum (Kirsch, 1873)
- Cylindronotum crenulatum (Chaudoir, 1872)
- Cylindronotum cursorium Chaudoir, 1848
- Cylindronotum lissonotum (Chaudoir, 1872)
- Cylindronotum nevermanni Emden, 1949
- Cylindronotum reichei (Chaudoir, 1872)